# Didier Cuche
Didier Cuche (Le Pâquier, 16 de agosto de 1974) é um ex-corredor de esqui alpino suíco. Ele conquistou a medalha de prata nos Jogos Olímpicos de Inverno de 1998 na prova de velocidade de Super-G.